# 千代丸健二
千代丸 健二（ちよまる　けんじ、1933年2月6日 - 2011年3月28日）は、日本の著作家、ジャーナリスト、人権活動家。 　
福岡県北九州市門司区出身。北京育ち。人権110番主宰。
警察官の公務について告発、トラブル電話相談等の活動、職務質問に遭ったときのアドバイスも行っていた。

## 経歴

### 満洲時代
15歳で敗戦をむかえる。引き揚げで佐世保へ向かう移送船が東シナ海沖で台風に流され、沖縄の沖合を漂流。
将来は兵隊になって戦場へ行ってお国のために死ぬものだと思っていた千代丸少年にとって、終戦による世の中の価値観の劇的な変化は、「信用できるのは自分と家族しかいない」という人生哲学へとつながってゆく。

### 九州小倉時代
家族を養うためにかつぎ屋をはじめ、その後、佐世保米軍基地内で通訳、荷物検査官として働く。英語を独学。この時期、空手を始める。
北九州大学に入学するが、授業のつまらなさに幻滅して、即退学。

### 新聞記者時代
小倉黒人米兵集団脱走事件
1950年 朝鮮戦争の時、小倉（現北九州市）の米軍基地での黒人兵の脱走、暴動事件について取材した。この新聞記事を元に松本清張が「黒地の絵」を書いた。

### 消費者運動へ
- 西日本消費者協会のリーダーとして主婦達に商品知識や市民運動、消費者の権利を教えていた。
- ダスキンの製品の人体への害を告発したため、業者と手を組んだ当時の小倉警察署長から圧力をかけられ、不当な容疑をかけられでっち上げ逮捕される。自分の名誉回復、冤罪をはらすため裁判で10年間闘う。
- 裁判資金を稼ぐために上京。小説や雑誌への寄稿など、文筆家として様々な分野で活動。

### ベストセラー作家へ
自ら経験した誤認逮捕や裁判経験から「無法ポリスとわたりあえる本1・2・3」を出版。ベストセラー作家となる。赤塚不二夫が描く表紙は注目を集め、テレビドラマ『探偵物語』第1話の冒頭で小道具として使用された。

### 人権110番開設
- 1979年に『人権110番』を開設して公権力の犯罪を摘発し、人権侵害の被害者を救済。
- 運動組織としては「人権ネットワーク」と「人権救済センター」がある。
- 晩年は仙台、田川、座間の「家庭内事件」の救済に当たり、捜査弁護に始まり、証拠の収集、分析、マスコミ対策や誤報訂正交渉に大きな成果を上げた。
- 警察権力犯罪の摘発では、「八千代台交番事件」（高橋国賠）、「川崎駅前交番熱湯リンチ事件」などがある。市民に対する暴行、傷害、死亡事件をプロジェクトチームを作って数ヶ月間の調査の末、警官犯罪と組織的犯行を暴露・摘発したものだった。
- “無法ポリス”と仇名する一部の交通警察官（白バイ隊員など）の取り締まり活動における粗暴な言動や、反則告知の手続きの不備に、法的知識を以って対抗し、不当逮捕されたドライバーやライダーの救援活動を行い話題になる。

### 革新自由連合
1977年の参院選を前に、永六輔、田原総一朗など、非自民・護憲の「革新」的な知識人・文化人・タレントが結成した革新自由連合に参加。代表は中山千夏。1977年の選挙では鈴木武樹・俵萌子・ばばこういちらを擁立。
同年、福岡県選挙区にて参議院選に出馬。公約は「警察官を初めとして全ての公務員にも労働組合を！」「ILO批准をすることによって、公務員にも組合結成権を認めること、消費者の権利を充分に守ること、金融機関への厳しい規制をせよ」「消費者保護法の充実」であった。

### オウム真理教事件
オウム真理教事件に対して破壊活動防止法適用が検討された際、マスコミや警察権力による事件の教団幹部以外の信者への人権侵害から信者を救済するため、各地で助言や勉強会を主宰。テレビ局のクルーとオウム真理教青山総本部へ乗り込み、上祐史浩にインタビューをした。
この時期の実体験や信者への取材から、「破防法と闘う法」「破防法に対抗する本」を執筆し、破壊活動防止法の危険性を指摘。

## 活動
- youtubeを使った啓蒙活動、DVDメディアでのトラブル解決、助言などあたらしいメディアにもどん欲に自己の経験や知恵を提供。アドバイザーとして関わった。同時にトラブル解決や経営コンサルタントとして電話相談も行っていた。
- ipadやiphone用のトラブル解決アプリケーションの制作にも取り組んでいた。
- 電子書籍での過去の出版物の復刊を推進した。
- オイコラ警察対抗マニュアルDVD制作を進めていた。

## エピソード
- 衆議院議員で国家公安委員長をしていた奥野誠亮と対談。「警察署長クラスに苦情・抗議を申し入れても埒が明かないときはどうすればいいのか」と問うと「オレのところに持って来い。国会で採り上げる」と答えが返ってきた（『無法ポリスとわたり合える本』より）。
- 人権110番に寄せられる違法職質を受けた会員の電話録音を編集し、「自由放送」としてテープを作り、警察とのやり取りや違法なガサ入れの際の対抗バイブルとして普及させた。批評家の粉川哲夫がこのテープをイタリア自由ラジオ運動の日本版として、全国に紹介した。
- オイコラ警察という言葉を普及させた。オイコラ警察とは「オイ、コラ」と市民に対して態度の悪い警官のことを総じた呼称。ちなみに、「オイ、コラ」は黎明期の警察で多かった薩摩藩出身者が使っていた呼びかけの言葉で、本来は「ちょっと、ちょっと」という意味である[1]。

## 著書
書籍
- 『我が友、ポリスマン』（話の特集）
- 『無法ポリスとわたりあえる本1・2・3』（二見書房）
- 『破防法に対抗する本』（現代人文社）
- 『悪い警察と闘う本』（筑摩書房）

以下は全て三一書房より
- 『警察の人権侵害』
- 『ザ警察対抗法』
- 『続警察対抗法』
- 『人権ノート』
- 『人生トラブル解決法』

- 『破防法と闘う法』

映像メディア
- トラブル解決実践マニュアル  DVD